# 四通打字机

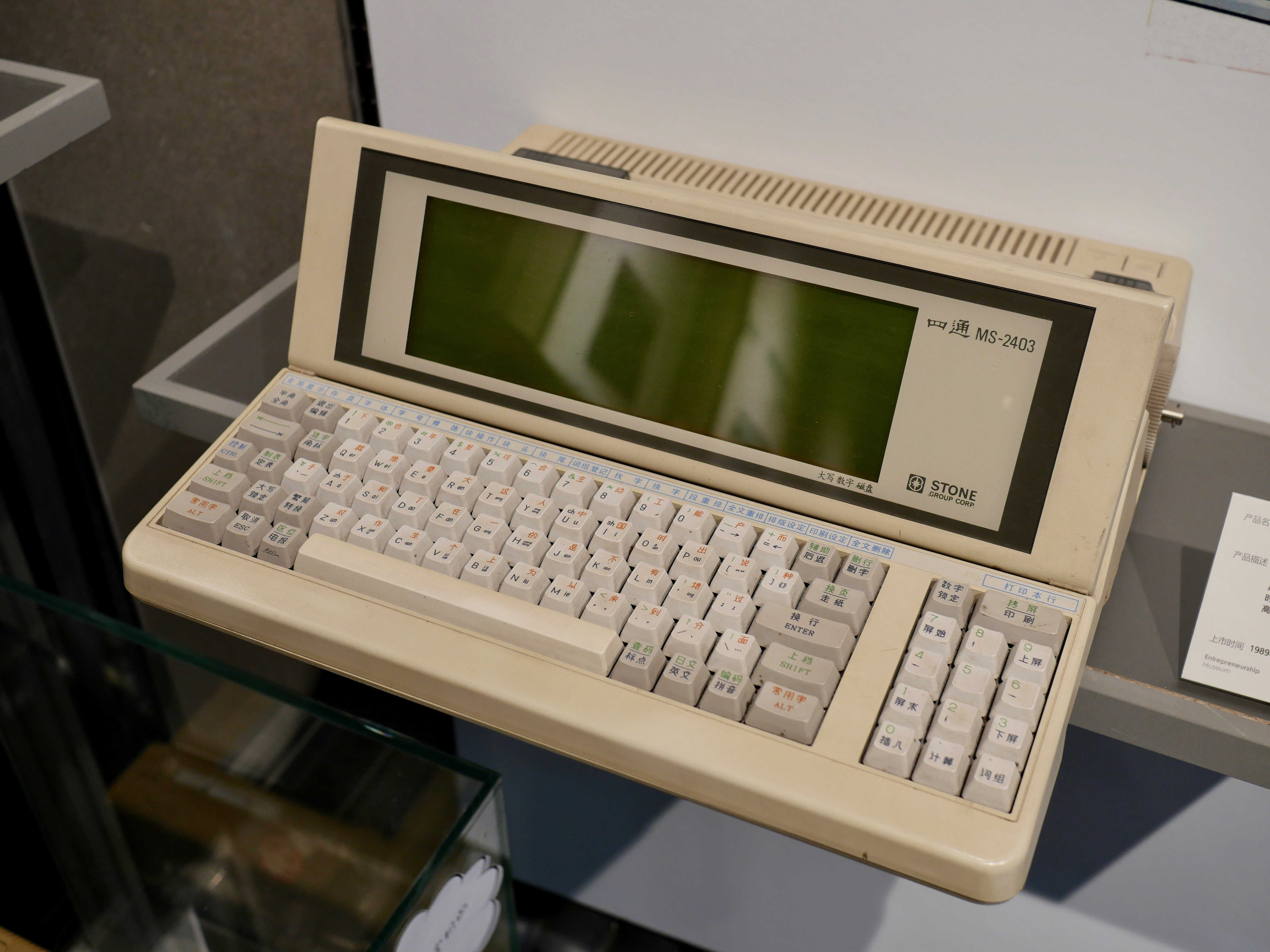
四通MS-2403打字机，展于中关村创业博物馆。

四通打字机是由中国大陆企业四通集团与日本三井物产株式会社合作，于1986年开始推出的电子中文处理设备，主要开发者为王缉志。该产品的问世结束了中国大陆机械印刷中文的历史。

## 功能
一台四通打字机集键盘、液晶显示屏和点阵打印机于一体，可创建、编辑、储存、打印简体中文文档，支持拼音、五笔输入，部分型号还可通过3.5英寸软盘驱动器与其他四通打字机或PC机交换文档。

## 历史

### 起步与发展
二十世纪八十年代初，王缉志接触了一系列办公软件，如WordStar、CalculStar、dBASE II。在成功让微机系统打印出汉字以后，王缉志尝试着让微机系统处理汉字，并大体解决了汉字录入和用dBASE II处理汉字的问题。
在解决汉字显示问题的过程中，王缉志意识到要找更有普适性的机种开发。在洽谈外国厂商却频频碰壁、向所里提交办公司的方案却被否决后，他在老朋友王安时的介绍下加入了四通公司。
之后，四通公司决定开发中文文字处理机中文文字处理机。四通公司与日本三井物产株式会社洽谈，最终以备忘录的形式达成协议。三井引入了做OEM的ALPS公司。在前往日本调查讨论后，王缉志决定重新开发一种符合中国国情的机器。
四通公司以WordStar为样板，在输入法上，除拼音输入法外，增加了王永民的五笔输入法。在明确的分工和不懈的努力之下，MS-2400研发成功。
很快，四通公司投入到新的产品研发中去。在MS-2401上，开发者增加了软盘驱动器，解决了磁盘滚入滚出的问题，使用了3.5英寸的软盘驱动器。同时，该机型推出了多种输入法，尽管后来发现五笔的分量依旧不减。在该机型上配备的字体也从一种增加到四种。该机型售出20万台以上，利润颇丰。
由于MS-2401初期的销量并不是太好，四通推出了基于MS-2400的MS-2402。

### 没落
四通为了增加利润，与三井闹了矛盾，最后虽然三井妥协，但实际的生产成本更高。四通公司决定自己独立开发新的系统，名为MS-2406。在开发过程中，四通架空了王缉志，选用新手从BIOS做起。然而，这个比MS-2401售价更高的机型却很快被反映有质量问题。
同时，随着PC的普及，中文文字处理机不再必要，四通打字机便逐渐走入历史。

## 型号
- MS-2400
- MS-2401
- MS-2403
- MS-2406
- MS-2411